# Barwnogłówka poznańska

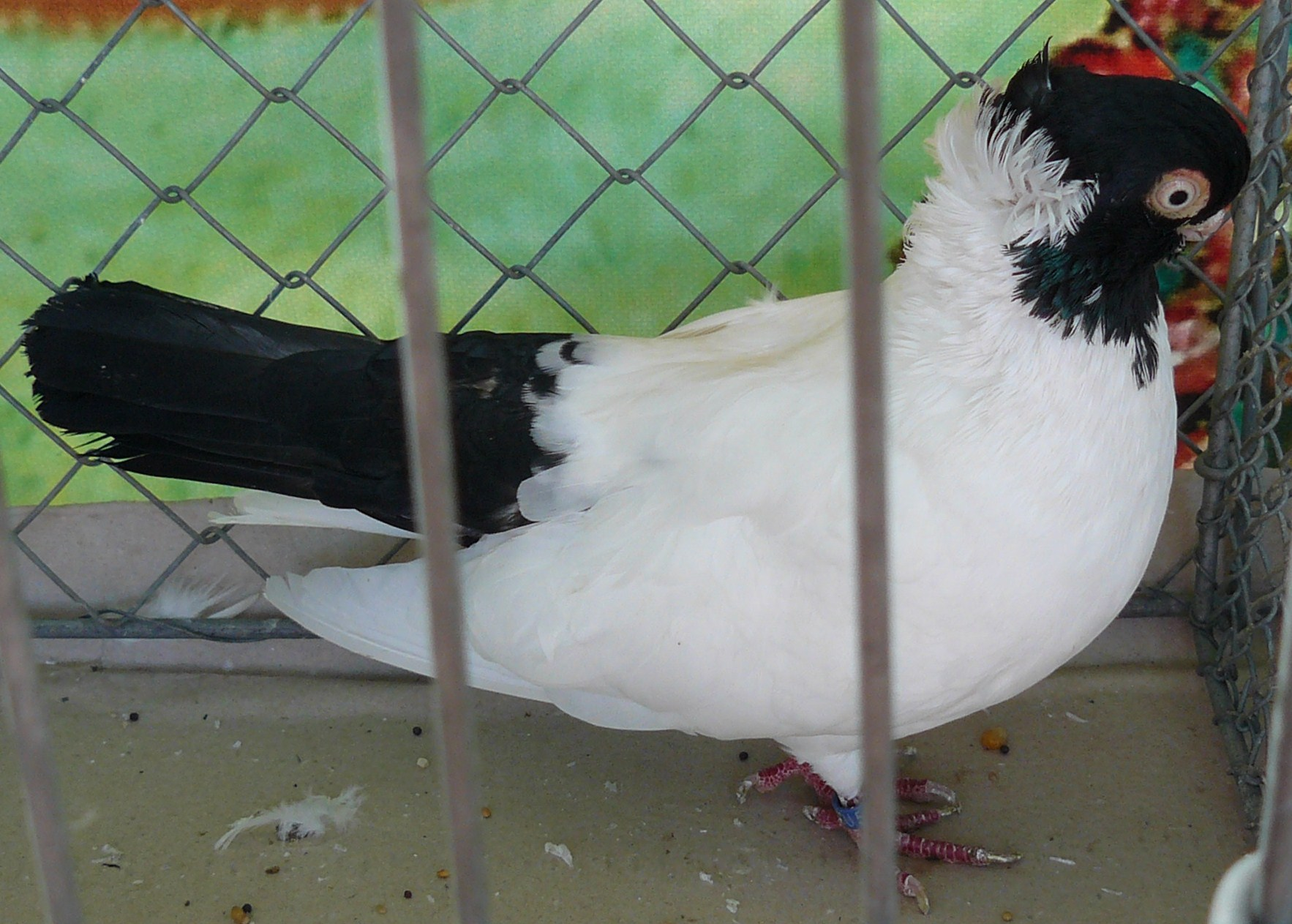
Barwnogłówka poznańska

Barwnogłówka poznańska – należy do najstarszych ras gołębi polskich.
Rasa znana jest od 1775 roku. Zalicza się ją do grupy gołębi lotnych i ozdobnych. Ptaki podczas lotu koziołkują. Rasa wyhodowana przez hodowców wielkopolskich i udoskonalona przez hodowców z Poznania. Wielkością tułowia odpowiada klasie gołębi drobnych. Głowa z wypukłym czołem, na niej osadzona korona, której pióra z przodu są barwne, a od strony karku białe. Dziób krótki, barwy cielistej, z tym, że u ptaków niebieskich i czarnych - z ciemną plamką na końcu. Woskówka mała. Tęczówka perłowa. Obwódki oczne są stosunkowo szerokie, koloru cielistego. Szyja raczej krótka, gruba, lekko wygięta ku tyłowi. Pierś wypukła. Linia grzbietowa pochylona ku ogonowi. Skrzydła ułożone normalnie. Nogi są średniej długości. Skoki i palce nieopierzone, a pazurki barwy rogowej. 
Zasięg hodowli jest międzynarodowy. W Polsce gołębie te hodują: T. Czarnecki - Poznań, J. Kaczmarek - Poznań, J. Stachowiak - Koszalin. Istnieje Klub Hodowców Barwnogłówki Poznańskiej.